# Chiton
Chiton är ett släkte av blötdjur. Chiton ingår i familjen Chitonidae.

## Dottertaxa tillChiton, i alfabetisk ordning[1]
- Chiton aereus
- Chiton affinis
- Chiton albolineatus
- Chiton aorangi
- Chiton articulatus
- Chiton baliensis
- Chiton barnardi
- Chiton barnesii
- Chiton bednalli
- Chiton bowenii
- Chiton burmanus
- Chiton calliozonus
- Chiton canaliculatus
- Chiton canariensis
- Chiton carnosus
- Chiton ceylanicus
- Chiton connectens
- Chiton corallinus
- Chiton corypheus
- Chiton coxi
- Chiton crawfordi
- Chiton cumingsii
- Chiton densiliratus
- Chiton diaphorus
- Chiton discolor
- Chiton ectypus
- Chiton exasperatus
- Chiton exoptandus
- Chiton fosteri
- Chiton funereus
- Chiton glaucus
- Chiton goodallii
- Chiton granoradiatus
- Chiton granosus
- Chiton groschi
- Chiton heterodon
- Chiton hululensis
- Chiton jugosus
- Chiton kaasi
- Chiton kimberi
- Chiton komaianus
- Chiton kurodai
- Chiton laterorugosus
- Chiton linsleyi
- Chiton magnificus
- Chiton maldivensis
- Chiton marmoratus
- Chiton marquesanus
- Chiton mauritianus
- Chiton nigrovirescens
- Chiton olivaceus
- Chiton oruktus
- Chiton particolor
- Chiton pelliserpentis
- Chiton peregrinus
- Chiton perviridis
- Chiton phaseolinus
- Chiton politus
- Chiton pulcherrimus
- Chiton pulchrus
- Chiton pulvinatus
- Chiton rapaitiensis
- Chiton rhynchotus
- Chiton salihafui
- Chiton speciosus
- Chiton spinosetatus
- Chiton squamosum
- Chiton stangeri
- Chiton stokesii
- Chiton subassimilis
- Chiton sulcatus
- Chiton tectiformis
- Chiton themeropsis
- Chiton torri
- Chiton torrianus
- Chiton translucens
- Chiton tricostalis
- Chiton tuberculatus
- Chiton vauclusensis
- Chiton venustus
- Chiton verconis
- Chiton whitleyi
- Chiton virgulatus
- Chiton viridis